# Bruno von Hauenschild
Bruno Ritter von Hauenschild (9 de junho de 1896 - 10 de março de 1953) foi um oficial alemão que serviu no Deutsches Heer durante a Segunda Guerra Mundial. Foi condecorado com a Cruz de Cavaleiro da Cruz de Ferro com Folhas de Carvalho.

## Condecorações
| Cruz de Ferro (1914) 2ª Classe                                      | 21 de maio de 1915     |
| Cruz de Ferro (1914) 1ª Classe                                      | 6 de dezembro de 1917  |
| Cruz de Cavaleiro da Ordem da Casa Real de Hohenzollern com Espadas |                        |
| Cruz de Cavaleiro da Ordem Militar de Max Joseph                    | 2 de setembro de 1918  |
| Distintivo de Feridos (1914) em Preto                               |                        |
| Distintivo de Feridos (1914) em Prata                               |                        |
| Distintivo de Feridos (1914) em Ouro                                | 1918                   |
| Cruz de Honra da Guerra Mundial 1914/1918                           |                        |
| Medalha Anschluss                                                   |                        |
| Medalha dos Sudetos                                                 |                        |
| Cruz de Ferro (1939) 2ª Classe                                      | 24 de setembro de 1939 |
| Cruz de Ferro (1939) 1ª Classe                                      | 19 de outubro de 1939  |
| Distintivo Panzer em Prata                                          |                        |
| Ordem do Mérito Militar da Baviera 4ª Classe com Espadas            |                        |
| Cruz de Cavaleiro da Cruz de Ferro                                  | 25 de agosto de 1941   |
| Cruz de Cavaleiro da Cruz de Ferro com Folhas de Carvalho nº 129    | 27 de setembro de 1942 |